# 星野みづき
星野 みづき（ほしの みづき、1982年1月6日 - ）は、埼玉県さいたま市出身の女優、タレント、リポーター、司会者・イベントMC。

## 経歴
20歳よりタレント事務所に所属し、ドラマやMVなどを中心に女優として活動。フリーランス転身後は特定の劇団には所属しないまま、舞台を中心に活動。現在は、テレビやCM、VPなど、再び映像分野に活動の舞台を移す。
2016年度より、さいたま市テレビ広報番組のびのびシティさいたま市に、森末慎二と共にリポーターを務めている。現在は各種イベントMC、司会者をメインとして活動している。

### 人物
- 趣味は料理、お菓子作り。カフェ巡り。
- 自動車普通免許と秘書技能検定2級を所持。

## 出演

### TV
- 行列のできる相談所（NTV）
- 1億人の大質問!?笑ってコラえて!（NTV）
- さんま&SMAP!美女と野獣のクリスマススペシャル（NTV）
- 人生が変わる1分間の深イイ話（NTV）
- げんこつガバメント!（NTV）
- ココリコミラクルタイプ（CX）
- おこりびと2（CX）
- 徳光和夫の感動再会"逢いたい"（TBS）
- 『ぷっ』すま（タイムスリップ間違えさがし・寸劇）（ANB）
- ぷれミーヤ（ANB）
- 7月24日通りのクリスマス番宣SP（TX）
- 川口宿鳩ヶ谷宿日光御成道まつり（TVS）
- のびのびシティさいたま市（TVS）
- マチコミ[1]（TVS）

### CF
- サッポロビール（繁盛店の生編）2006・2007年
- 読売新聞（届かない声編）2007年
- やきとり竜凰　2012年
- たかはしたまご「笑顔篇」 2016年
- 埼玉県民共済「かけがえのないもの篇」　2016年

### VP
- 三菱自動車
- シミズオクト
- HIS
- 内閣府
- 上尾市

### MV
- 音速ライン「ポラリスの涙」2010年

### 雑誌・新聞 ・ラジオ
- 東京ウォーカー
- 千葉ウォーカー
- TOKYO★1週間
- デジモノステーション
- 埼玉新聞
- サンケイリビング新聞社
- レッズウェーブ